# Bulletin of the Torrey Botanical Club
Bulletin of the Torrey Botanical Club (w publikacjach cytowane także w skrócie jako Bull. Torrey bot. Club) – najstarsze czasopismo botaniczne w obydwu Amerykach. Wychodziło w latach 1879–1996, wydawane przez Torrey Botanical Club. W 1996 r. stowarzyszenie to zmieniło nazwę na Torrey Botanical Society, a nazwę czasopisma na The Journal of the Torrey Botanical Society.
W czasopiśmie Bulletin of the Torrey Botanical Club publikowane były artykuły o roślinach i grzybach, zwłaszcza na półkuli zachodniej. Do starszych artykułów wygasły już prawa autorskie i numery od lat 1875 do 1924 zostały zdigitalizowane i dostępne są w internecie w postaci skanów (pliki pdf, ocr, jp2, all). Opracowano 5 istniejących w internecie skorowidzów umożliwiających odszukanie artykułu:
- Title – na podstawie tytułu
- Author – na podstawie nazwiska autora
- Date – według daty
- Collection – według grupy zagadnień
- Contributor – według instytucji współpracujących

Istnieje też indeks zdigitalizowanych numerów czasopisma ze spisem ich treści. 